# Delexocha ochrocausta
Espèce
Delexocha ochrocausta est une espèce de lépidoptère de la famille des Oecophoridae.
On le trouve en Australie.

## Galerie

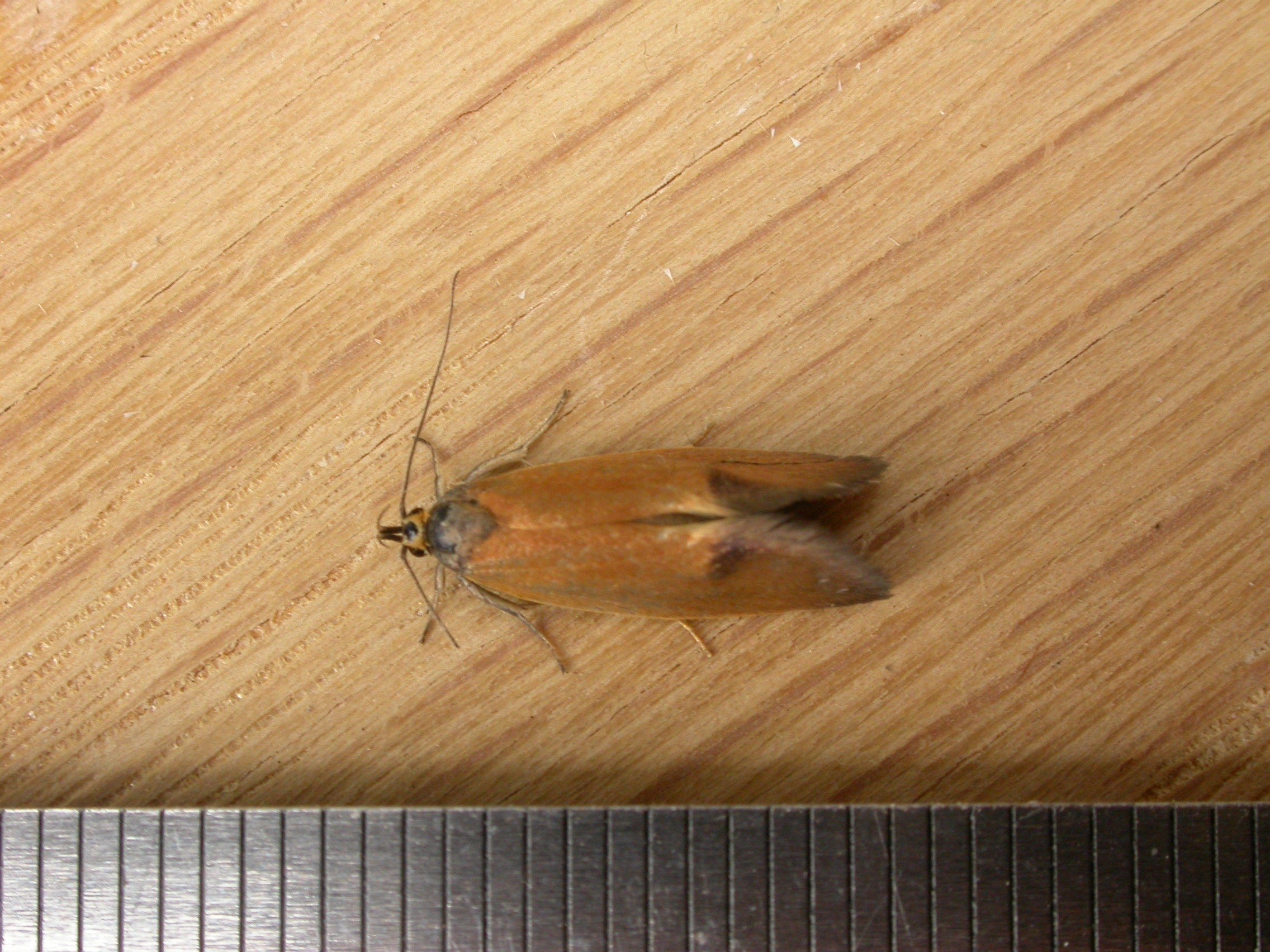